# Rhynchospora talamancensis
Rhynchospora talamancensis là loài thực vật có hoa trong họ Cói. Loài này được Gómez-Laur. & W.W.Thomas miêu tả khoa học đầu tiên năm 1992.